# N-أوكتيل ثنائي حلقي هبتين ثنائي كربوكسيميد
N-أوكتيل ثنائي حلقي هبتين ثنائي كربوكسيميد (MGK 264) هو مكون في بعض مبيدات الآفات الشائعة. لا يحتوي على خصائص مبيدات الآفات الجوهرية بحد ذاته، ولكنه يعمل على تعزيز فاعلية مكونات البيريثرويد. يتم استخدامه في مجموعة متنوعة من المنتجات المنزلية والبيطرية.

## روابط خارجية
- PDF of EPA document on this chemical
- N-Octyl Bicycloheptene Dicarboximide (MGK-264) Reregistration, Environmental Protection Agency, 2006